# KSI: In Real Life
A KSI: In Real Life 2023-as brit dokumentumfilm, amit az Amazon Prime Video készített, KSI angol youtuber, rapper és ökölvívó életéről és pályafutásáról. 2023. január 26-án jelent meg, Wesley Pollitt rendezte.

## Cselekmény
|  | Alább a cselekmény részletei következnek! |

A dokumentumfilm első része KSI fiatalkorát öleli fel, attól a pillanattól kezdve, hogy elkezdett YouTube videókat készíteni. A film kiemelte, hogy a youtuber mennyire sikeres volt életében, de mennyi problémával küzdött a háttérben, magánéletében. A KSI: In Real Life főleg a 2021–2022-es éveket öleli fel, kiemelve a nehézségeket szerelmi életében, amik közé tartozott szakítása barátnőjével, akivel három és fél évig volt együtt. A dokumentumfilm kitér ezek mellett kapcsolatára családjával.
A film végén látható, ahogy testvére, Deji megnyeri első és, ahogy ő megnyeri két ökölvívó-mérkőzését, ahogy KSI fellép a Wembley Arénában, illetve, hogy ismét együtt van barátnőjével.

## Gyártás
2021 szeptemberében KSI bejelentette Twitteren, hogy ki fog adni egy dokumentumfilmet az Amazon Prime Video platformon, aminek exectuive producere Louis Theroux lesz.
2022. május 19-én KSI és Theroux részt vettek egy Amazon Prime-eseményen, ahol beszéltek a dokumentumfilmről. Az interjú közben bejelentették, hogy 2022 novemberében jelenik meg a film, de nem adtak meg pontos dátumot, illetve a címe se volt még ismert. Október 6-án a Rolling Stone-nal készített interjúban KSI megerősítette, hogy a film 2023-ban fog megjelenni, elhalasztva azt eredeti kiadási dátumáról. December 17-én KSI megosztotta egy YouTube-videóban, hogy januárban fogja kiadni a dokumentumfilmet, majd kilenc nappal később bejelentette, hogy a pontos dátum január 26.

## Zene
A dokumentumfilmben KSI következő dalait és albumait használták fel:
Albumok
- All Over the Place
- Dissimulation

Dalok
- Don’t Play
- Holiday
- I’m on a Horse
- Lamborghini
- Madness
- Replacement (nem jelent meg)
- The Moment
- Voices
- You

A youtuber zenéjén kívül a következő előadók dalai szerepeltek a filmben:
- Capcom Sound Team
- Deji
- Droideka
- Global Journey
- Per Kiilstofte
- Kodak Black
- Kevin MacLeod
- Randolph
- Jeremy Sherman
- Jae Stephens